# 베르흐니예 코틀리역
베르흐니예 코틀리 역(러시아어: Верхние Котлы)은 모스크바 지하철 모스크바 중앙 순환선의 역이다. 역명은 1932년 모스크바로 편입된 베르흐니예 코틀리의 옛 마을 이름을 따온 것이다. 2016년 8월 당초 계획했던 "바르샵스코예 쇼세"에서 역명이 바뀌었다.

## 환승
베르흐니예 코틀리 역에서는 세르푸홉스코 티미랴젭스카야 선의 나가틴스카야 역과 간접 무료 환승이 가능하다. 거리가 약 1km 정도 떨어져 있어 도보로 약 10분 정도 걸린다.
또한, 파벨레츠키 철도 플랫폼으로도 이동하여 모스크바 교외 철도를 이용할 수 있다.

## 사진

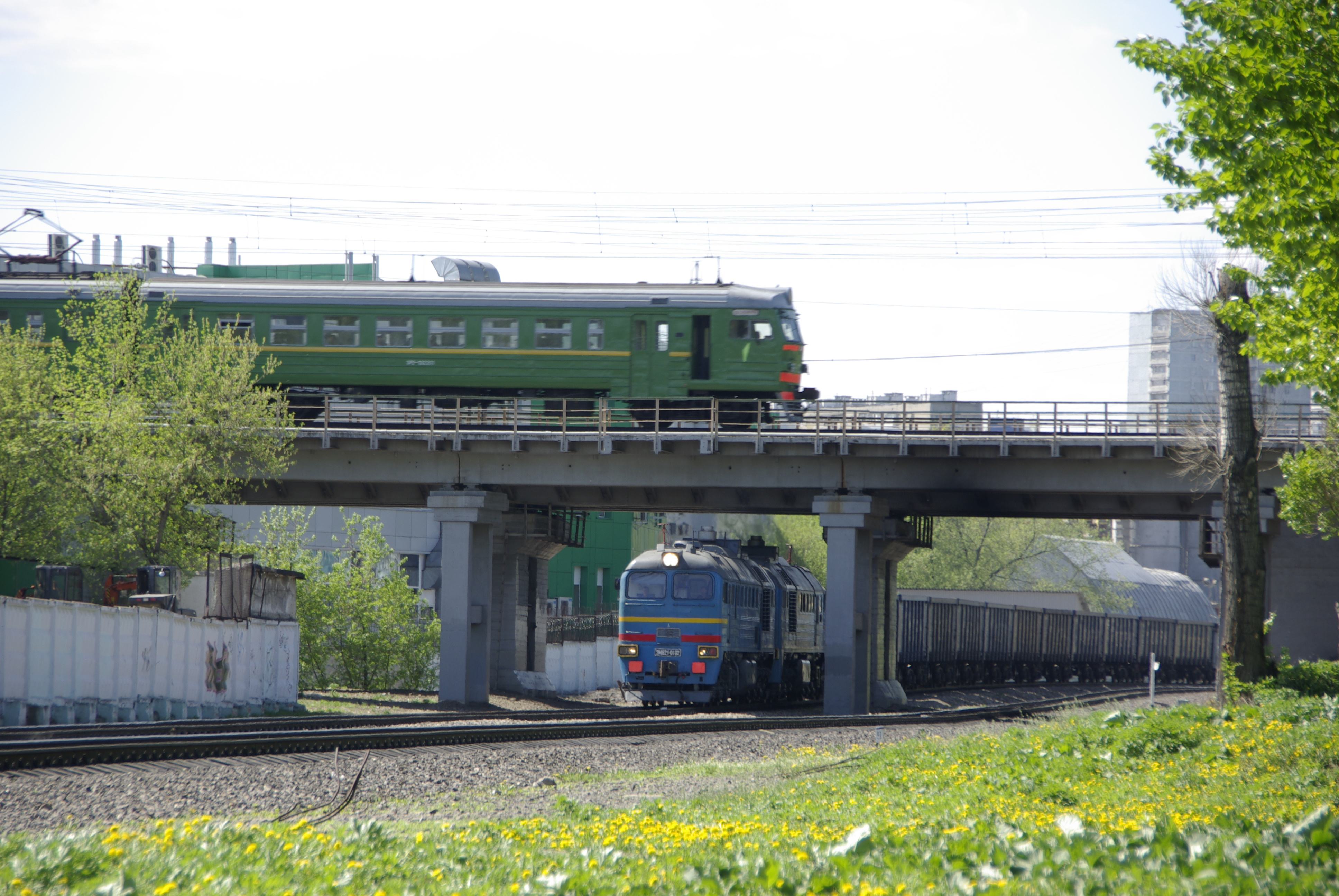
파벨레츠키 철도 교차 부분
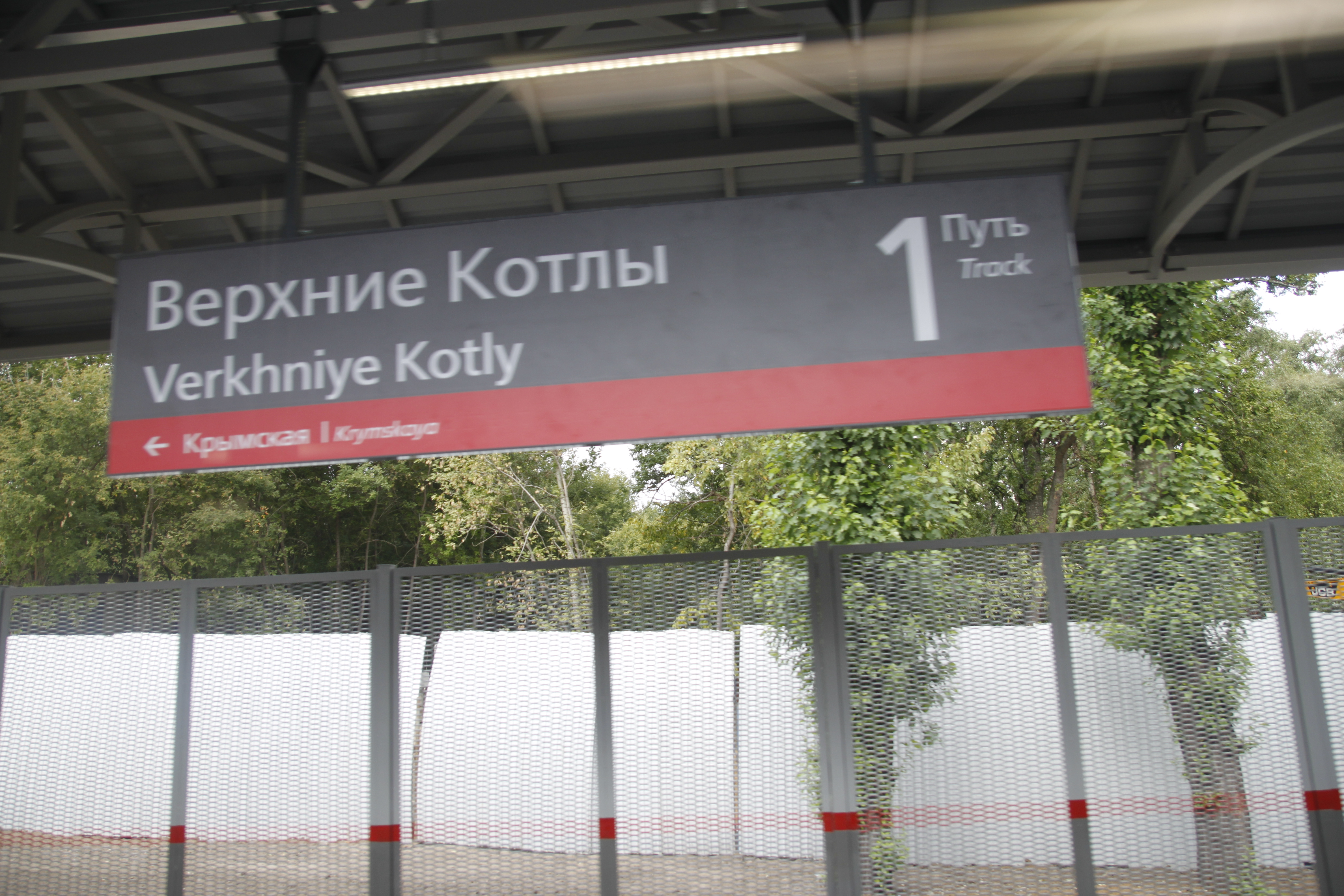
역명판